# Изола Вичентина
Ѝзола Вичентѝна (на италиански: Isola Vicentina; на венециански: Ixoła, Изола) е град и община в Северна Италия, провинция Виченца, регион Венето. Разположен е на 55 m надморска височина. Населението на общината е 10 214 души (към 2015 г.).